# Adepalli, Chintamani
Adepalli là một làng thuộc tehsil Chintamani, huyện Kolar, bang Karnataka, Ấn Độ.